# Melanoplus dawsoni
Melanoplus dawsoni är en insektsart som först beskrevs av Scudder, S.H. 1875.  Melanoplus dawsoni ingår i släktet Melanoplus och familjen gräshoppor. Inga underarter finns listade i Catalogue of Life.